# Lygosoma albopunctata
Lygosoma albopunctata är en ödleart som beskrevs av Gray 1846. Lygosoma albopunctata ingår i släktet Lygosoma och familjen skinkar. Inga underarter finns listade i Catalogue of Life.